# Bulia incandescens
Bulia incandescens là một loài bướm đêm trong họ Erebidae.